# Berkakit
Berkakit (rusky Беркакит) je sídlo městského typu v Republice Sacha v Ruské federaci. Jde o významnou železniční stanicí, která leží na 339. kilometru Amursko-jakutské magistrály. Má přes tři tisíce obyvatel. Prochází tudy federální silnice A360 Lena.

## Historie
Vznik sídla se váže k výstavbě Amursko-jakutské magistrály. Železnice zde od roku 1978 končila. Teprve od roku 1984 byla trať zprovozněna dále.

## Geografie
Město leží na severních svazích Stanového pohoří na pravém břehu říčky Malyj Berkakit v povodí Aldanu.

## Obyvatelstvo
Obyvatelé jsou převážně Rusové. Celkový počet obyvatel klesá a nejvyšší byl v roce 1989, kdy dosahoval 9 031.

## Hospodářství
Veškeré hospodářství je navázáno na dopravu, vesměs na provoz železnice. Ve stanici začíná staničení trati platné pro Železnice Jakutska (rusky Железные дороги Якутии).